# Động đất Biển Hyūga 2024
Động đất Biển Hyūga 2024 (日向灘地震 (2024年)) xảy ra vào lúc 16:42:55 (JST), ngày 8 tháng 8 năm 2024. Trận động đất có cường độ 7,1 MJMA, tâm chấn độ sâu khoảng 31 km. Cục Khí tượng Nhật Bản đã phát cảnh báo sóng thần cho các khu vực của Kyūshū và Shikoku. Sóng thần cao 50 cm ghi nhận tại cảng Miyazaki. Trận động đất đã làm 16 người bị thương.

## Thang địa chấn
| JMA | Tỉnh      | Địa điểm                                                                     |
| --- | --------- | ---------------------------------------------------------------------------- |
| 6−  | Miyazaki  | Nichinan                                                                     |
| 5+  | Miyazaki  | Miyazaki, Kushima, Miyakonojō                                                |
| 5+  | Kagoshima | Ōsaki                                                                        |
| 5−  | Miyazaki  | Mimata, Kunitomi, Shintomi, Takanabe, Takaharu, Kobayashi                    |
| 5−  | Kagoshima | Soo, Kanoya, Kimotsuki, Higashikushira, Tarumizu, Kirishima, Kagoshima, Aira |